# Kátia Dias
Kátia Regina Oliveira Dias (nascida em 27 de fevereiro de 1978) é uma empresária e política brasileira filiada ao Republicanos. Em 2022, foi candidata a deputada federal por Minas Gerais pelo Partido Social Cristão (PSC), tendo recebido 32.713 votos.
Em 27 de fevereiro de 2025, assumiu o cargo de deputada federal na Câmara dos Deputados, em caráter de suplência, no lugar de Euclydes Pettersen, titular da vaga.